# Ozero Moskovitsa
Ozero Moskovitsa (ryska: Озеро Московица) är en sjö i Belarus.   Den ligger i voblasten Vitsebsks voblast, i den norra delen av landet, 120 km norr om huvudstaden Minsk. Ozero Moskovitsa ligger 169 meter över havet.
I omgivningarna runt Ozero Moskovitsa växer i huvudsak blandskog. Runt Ozero Moskovitsa är det glesbefolkat, med 14 invånare per kvadratkilometer.